# Scotopelia bouvieri
El cárabo pescador vermiculado o búho pescador vermiculado (Scotopelia bouvieri) es una especie de lechuza de la familia Strigidae. Se encuentra en el  bosque ribereño en Angola, Camerún, República Centroafricana, República del Congo, República Democrática del Congo, Gabón y Nigeria. No se encuentra amenazado.